# S1PR1

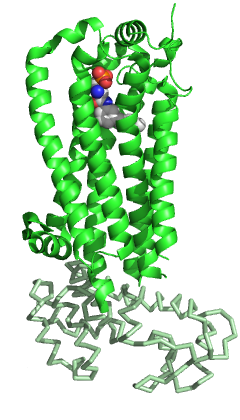

Il S1PR1 è un gene umano. Recettore per la sfingosina-1-fosfato derivato dalla sfingosina, precursore del ciclo metabolico della ceramide/sfingomielina appartenente alla famiglia delle (chinasi 1-2). Gioca un ruolo cruciale nel rilascio dei linfociti naivë timici: se è fosforilata ne permette l'attivazione e il rilascio, mentre se è de-fosforilata lo impedisce..